# Gina Torres
Gina Torres (Nueva York, 25 de abril de 1969) es una actriz estadounidense de ascendencia cubanapuertorriqueña, conocida por su papel de Jessica Pearson en Suits, Helen en Cleopatra 2525, Nebula en Hercules: The Legendary Journeys, Cleopatra en Xena: la princesa guerrera, Jasmine en Ángel, Anna Espinosa en Alias, Zoe Washburne en Firefly, Gabriela Abrams en Gossip Girl, Bree en The Vampire Diaries, Natalie Wash en Revenge y Bella Crawford en Hannibal.

## Biografía
Gina nació en Nueva York, hija de inmigrantes cubanos católicos en Bronx. Su padre trabajaba como tipógrafo para El Diario La Prensa y el New York Daily News.
Gina es una mezzosoprano. Comenzó a cantar a temprana edad y asistió a la secundaria Fiorello H. LaGuardia High School en la ciudad de Nueva York. Se formó en ópera y jazz y actuó en un coro gospel. Su padre solicitó admisión en varias universidades, pero no pudo costear sus estudios. En cambio, Gina decidió dedicarse a la actuación.

## Vida personal
Se casó con Laurence Fishburne en 2002 en el Hotel The Cloisters. Tuvieron una hija, Delilah, en 2007. Gina también fue madrastra de los dos hijos de Fishburne de su matrimonio anterior con la actriz Hajna O. Moss. En septiembre de 2017 anunciaron su separación. Dos años después se casaron otra vez.  Durante su matrimonio, Torres y Fishburne interpretaron a un matrimonio en la serie Hannibal.  En 2020 fue Gran Mariscal del Desfile de las Rosas de 2020.  
Gina habla español con fluidez.

## Filmografía

### Televisión
| Año           | Título                           | Personaje                         | Notes                                                                                           |
| ------------- | -------------------------------- | --------------------------------- | ----------------------------------------------------------------------------------------------- |
| 1992          | Unnatural Pursuits               | Silken                            | Episodio: "I Don't Do Cuddles"                                                                  |
| 1992          | Law & Order                      | Laura Elkin                       | Episodio: "Skin Deep"                                                                           |
| 1994          | M.A.N.T.I.S.                     | Dr. Amy Ellis                     | Telefilm (piloto de serie)                                                                      |
| 1995          | Law & Order                      | Charlene                          | Episodio: "Purple Heart"                                                                        |
| 1995          | NYPD Blue                        | Dominicana                        | Episodio: "E.R."                                                                                |
| 1995          | One Life to Live                 | Magdalena                         | 12 episodios                                                                                    |
| 1996          | One Life to Live                 | Nell                              | 5 episodios                                                                                     |
| 1996          | Dark Angel                       | LaMayne                           | Telefilm                                                                                        |
| 1997          | Profiler                         | Michelle Brubaker                 | Episodio: "FTX: Field Training Exercise"                                                        |
| 1997          | The Gregory Hines Show           | Jeanette                          | Episodio: "Flirting with Disaster"                                                              |
| 1997          | Xena: Warrior Princess           | Cleopatra                         | Episodio: "The King of Assassins"                                                               |
| 1997          | The Underworld                   | Unknown                           | Telefilm                                                                                        |
| 1997–1999     | Hercules: The Legendary Journeys | Nebula                            | Papel recurrente, 8 episodios                                                                   |
| 1998          | Hercules: The Legendary Journeys | Beth Hymson, directora de casting | Episodio: "Yes, Virginia, There is a Hercules"                                                  |
| 1998          | La Femme Nikita                  | Jenna Vogler                      | Episodio: "Open Heart"                                                                          |
| 1998          | Encore! Encore!                  | Opera Patron #3                   | Episodio: "Pilot"                                                                               |
| 2000–2001     | Cleopatra 2525                   | Helen 'Hel' Carter                | Protagonista, 28 episodios ALMA Award for Outstanding Lead Actress in a Drama Series            |
| 2001–2002     | Any Day Now                      | Stacy Trenton                     | 3 episodios                                                                                     |
| 2001–2006     | Alias                            | Anna Espinosa                     | Papel recurrente, 6 episodios                                                                   |
| 2002–2003     | Firefly                          | Zoe Washburne                     | Protagonista, 14 episodios                                                                      |
| 2003          | The Agency                       | Dacia Banga                       | Episodio: "Absolute Bastard"                                                                    |
| 2003          | Angel                            | Jasmine                           | 5 episodios Nominada—Satellite Award for Best Supporting Actress – Serie, Miniserie o TeleFilm  |
| 2003          | The Guardian                     | Sadie Harper                      | 2 episodios                                                                                     |
| 2003          | The Law and Mr. Lee              | Vicki Lee                         | Telefilm                                                                                        |
| 2004          | CSI: Crime Scene Investigation   | Warden Hutton                     | Episodio: "XX"                                                                                  |
| 2004          | 24                               | Julia Milliken                    | Papel recurrente, 7 episodios                                                                   |
| 2004–2006     | Justice League Unlimited         | Vixen/Mari McCabe (voz)           | 5 episodios                                                                                     |
| 2004          | Gramercy Park                    | Mrs. Hammond                      | Telefilm                                                                                        |
| 2005          | Soccer Moms                      | Jamie Cane                        | Telefilm                                                                                        |
| 2006          | The Shield                       | Sadie Kavanaugh                   | 2 episodios                                                                                     |
| 2006          | Without a Trace                  | Tyra Hughes                       | Episodio: "More Than This"                                                                      |
| 2006–2007     | Standoff                         | Cheryl Carrera                    | Protagonista, 18 episodios                                                                      |
| 2007          | Dirty Sexy Money                 | Princesa Ama                      | Episodio: "The Nutcracker"                                                                      |
| 2008          | Boston Legal                     | A.D.A. Mary Franklin              | Episodio: "The Gods Must Be Crazy"                                                              |
| 2008          | Bones                            | Dra. Toni Ezralow                 | Episodio: "The Bone That Blew"                                                                  |
| 2008          | Criminal Minds                   | Detective Thea Salinas            | Episodio: "Normal"                                                                              |
| 2008–2009     | Eli Stone                        | Attorney Miller                   | 2 episodios                                                                                     |
| 2009          | Dirty Sexy Money                 | Princesa Ama                      | Episodio: "The Facts"                                                                           |
| 2009          | Pushing Daisies                  | Lila Robinson                     | Episodio: "Water & Power"                                                                       |
| 2009          | The Unit                         | Sgt. Natasha Andrews              | Episodio: "Best Laid Plans"                                                                     |
| 2009          | Drop Dead Diva                   | Diana Hall                        | Episodio: "Make Me a Match"                                                                     |
| 2009          | FlashForward                     | Felicia Wedeck                    | 2 episodios                                                                                     |
| 2009          | Gossip Girl                      | Gabriela Abrams                   | 2 episodios                                                                                     |
| 2009          | Applause for Miss E              | Maggie                            | Telefilm                                                                                        |
| 2009          | Washington Field                 | SA Jackie Palmer                  | Telefilm                                                                                        |
| 2010          | The Vampire Diaries              | Bree                              | Episodio: "Bloodlines"                                                                          |
| 2010          | The Boondocks                    | Ebony Brown (voz)                 | Episodio: "Lovely Ebony Brown"                                                                  |
| 2010          | Huge                             | Dra. Dorothy Rand                 | Papel principal, 10 episodios                                                                   |
| 2011–2013     | Transformers: Prime              | Airachnid (voz)                   | 12 episodios                                                                                    |
| 2011–2018[19] | Suits                            | Jessica Pearson                   | Protagonista, 91 episodios Nominada —ALMA Award for Favorite Supporting Actress on Television   |
| 2013          | Castle                           | Penelope Foster                   | Episodio: "Reality Star Struck"                                                                 |
| 2013–2015     | Hannibal                         | Phyllis "Bella" Crawford          | Papel recurrente, 5 episodios Nominated—Saturn Award for Best Guest Starring Role on Television |
| 2015          | Revenge                          | Natalie Waters                    | 3 episodios                                                                                     |
| 2015–2016     | Star Wars Rebels                 | Ketsu Onyo (voz)                  | 2 episodios                                                                                     |
| 2016          | Teenage Mutant Ninja Turtles     | TBA (voz)                         | TBA                                                                                             |
| 2016          | Westworld                        | Lauren                            | 2 episodios                                                                                     |
| 2017          | The Catch                        | Agente Justine Diaz               | Segunda temporada, 10 episodios                                                                 |
| 2017          | Destiny 2                        | Vanguard Warlock Ikora rey        | Voz                                                                                             |
| 2017          | Claws                            | Sally Bates                       | Episodio: "Fallout"                                                                             |
| 2017          | Star Wars: Forces of Destiny     | Ketsu Onyo (voz)                  | 2 episodios                                                                                     |
| 2019          | Riverdale                        | Quinn                             |                                                                                                 |
| 2019          | Pearson                          | Jessica Person                    | Personaje principal protagonista                                                                |
| 2021-2025     | 9-1-1 Lone Star                  | Tommy Vega                        | Elenco Principal (Temporada 2-5); 60 episodios                                                  |

### Cine
| Año  | Título                               | Personaje             |
| ---- | ------------------------------------ | --------------------- |
| 1996 | Bed of Roses                         | Francine              |
| 1996 | The Substance of Fire                | Maitre d'             |
| 2003 | The Matrix Reloaded                  | Cas                   |
| 2003 | The Matrix Revolutions               | Cas                   |
| 2004 | Hair Show                            | Marcella              |
| 2005 | Fair Game                            | Stacey                |
| 2005 | Serenity                             | Zoe Washburne         |
| 2006 | Jam                                  | Lilac                 |
| 2006 | Five Fingers                         | Aicha                 |
| 2007 | I Think I Love My Wife               | Brenda Cooper         |
| 2007 | South of Pico                        | Carla Silva           |
| 2009 | Don't Let Me Drown                   | Diana                 |
| 2010 | Justice League: Crisis on Two Earths | Mujer Maravilla (voz) |
| 2013 | Mr. Sophistication                   | Janice Waters         |